# Давыдова, Людмила Петровна
Людмила Петровна Давыдова (девичья фамилия Шляхтур; 29 марта 1939, Тула, РСФСР, СССР — 25 декабря 1996, Москва, Россия) — советская актриса театра и кино.
Исполнительница характерных ролей. Особенно известна зрителям по ролям Верки-модистки из фильма «Место встречи изменить нельзя» и Натальи из фильма «Тени исчезают в полдень».

## Биография
Родилась 29 марта 1939 года в Туле Советского Союза. Отец — Пётр Иванович Шляхтур (1915—1992), военнослужащий. Мать — Мария Петровна (1919—1997), домохозяйка.
После войны семья переехала в Москву, где Людмила училась в средней школе. Уже тогда стало ясно: девочка будет актрисой.
В 1957 году поступила на актёрский факультет Всесоюзного государственного института кинематографии (мастерская Григория Козинцева и Сергея Скворцова), который окончила в 1962 году. Весь этот курс стал основой созданного в 1962 году Александром Румневым московского экспериментального театра пантомимы «Эктемим», который существовал до 1964 года.
В 1964–1994 годах служила в Театре-студии киноактёра.
Сниматься стала, будучи студенткой ВГИК. Дебютом стала небольшая роль Веры в мелодраме Искры Бабич «Первое свидание». На съёмках этого фильма она познакомилась со своим будущим мужем — актёром и режиссёром Андреем Ладыниным, сыном Ивана Пырьева и Марины Ладыниной. Брак продлился недолго.
Следующим мужем Давыдовой стал кинорежиссёр Валерий Усков, который снял её в одной из главных ролей в фильме «Тени исчезают в полдень». Через три года этот брак также распался.
Людмила Петровна взяла фамилию третьего мужа, Георгия Давыдова, декана факультета МГИМО. Позднее актриса вышла замуж в четвёртый раз — за преподавателя Института иностранных языков Владимира Котелкина. Для него этот брак тоже был не первым: Владимир был третьим мужем Людмилы Зыкиной.
До 1971 года актриса снималась под своей девичьей фамилией, после — как Давыдова. В некоторых фильмах 1980-х годов она указана в титрах как Макеева — по новому мужу.
Покончила с собой 25 декабря 1996 года. Похоронена рядом с отцом на Домодедовском кладбище под Москвой (67 участок).

## Фильмография
- 1960 — Первое свидание — Вера, старшая сестра Мити
- 1965 — Игра без правил — Алевтина Кротова, американский агент «Моцарт», она же «Наташа Леонтьева»
- 1965 — Как вас теперь называть? — офицер СС
- 1965 — Люди остаются людьми — Лида
- 1966 — Берегись автомобиля — официантка в пивной (в титрах не указана)
- 1966 — Следствие продолжается — Татьяна Остапенко
- 1966 — Нет и да — Валя
- 1967 — Война и мир — княжна Безухова
- 1967 — Майор «Вихрь» — Крыся
- 1968 — Беглец из «Янтарного» — девушка
- 1969 — Неподсуден — связистка
- 1971 — Корона Российской империи, или Снова неуловимые — дама
- 1971 — Тени исчезают в полдень — Наталья Меньшикова
- 1974 — Совесть — Нинель Мизина
- 1975 — Назначаешься внучкой — немка-антифашистка, советская разведчица
- 1976 — Небесные ласточки — Лидия
- 1976 — Сказ про то, как царь Пётр арапа женил — придворная дама
- 1979 — Место встречи изменить нельзя — Верка-модистка (Вера Степановна Маркелова)
- 1982 — Детский мир — жена директора
- 1983 — Отпуск по ранению (фильм-спектакль) — мать Юлии
- 1984 — Мёртвые души — жена чиновника
- 1984 — Через все годы — блондинка
- 1984 — Европейская история — жена Лота
- 1985 — Законный брак — актриса
- 1985 — Говорит Москва — возмущающаяся женщина
- 1985 — Салон красоты — клиентка Вадима
- 1986 — Зина-Зинуля — жена директора
- 1986 — Алый камень — Зоя Александровна
- 1987 — Запомните меня такой — подруга
- 1987 — Крейцерова соната — эпизод
- 1988 — Брызги шампанского — мать Юлии